# ستيفان يوهانسون (لاعب هوكي جليد)
ستيفان يوهانسون (بالسويدية: Stefan Johansson)‏ هو لاعب هوكي جليد سويدي، ولد في 15 مارس 1988 في بيتيو في السويد.

## وصلات خارجية
- ستيفان يوهانسون على موقع EliteProspects.com (الإنجليزية)